# Ярдимли (місто)
Ярдимли́ (азерб. Yardımlı) — місто в Азербайджані, адміністративний центр Ярдимлинського району.

## Історія
Існує гіпотеза, що географічна назва «Ярдимли» походить від назви племені ердим або ердем, яке проживало на території межиріччя Урала і Волги (кінець VIII століття).
В монографії «Азербайджан VII—IX століть», азербайджанський історик Зія Буніятов зазначає розташування міста «Ярдем» на північ від Ардебіля.
Збереглися глекові поховання (IV століття до н. е. — VII століття н. е). Наприклад, поблизу селища Йолоджаг знайдено глекове поховання, датоване IV століттям до н. е. Написи на похованнях свідчать про шанування місцевими жителями головних небесних тіл — Сонця і Місяця, а також вогню.
1962 році в селищі Дялляклі виявлено великий глек.
Місто було центром Вергядузького району, утвореного в 1930 році, поки 19 липня 1938 року його не перейменували на Ярдимлинський район. Від 19 листопада 1963 року — селище міського типу.
В радянський час в Ярдимли діяла килимарська фабрика, яка нині не діє[відсутнє в джерелі]. В місті є краєзнавчий музей, мечеть і військовий меморіал[не знайдено в джерелі 2326 днів] на честь мучеників.

## Географія
Місто розташоване на південному сході Азербайджану, біля підніжжя Талишських гір, на лівому березі річки Віляшчай на висоті 720 м над рівнем океану; на південний захід від залізничної станції Масалли на відстані 68 км. Межує з Республікою Іран, а також з Масаллинським, Джалілабадським, Лерікським районами.
Клімат у місті помірний. Середня температура за рік — 12.9 °C.
На території Ярдимли водяться такі тварини, як шакал, ведмідь, вовк, кабан тощо. Тут зростає багато видів рослин: нільське дерево (акація), дуб, залізне дерево, чагарник зергін, платан.
Тут розташовані поклади золота, міді, платини, торфу, заліза, нафти. Чимале значення мають джерела, у складі яких містяться сірководневі, натрій-сульфатні і сульфатно-карбонатні води. Серед джерел особливо відоме джерело під назвою Гез Нари.
2013 року тут прокладено нову лінію питної води.
2013 року керівництво Державного комітету з містобудування та архітектури Азербайджанської Республіки затвердило генеральні плани 5 азербайджанських міст: Балакен, Сіазань, Ярдимли, Зардаб і Загатала.

## Населення
За даними «Кавказького календаря» на 1912 рік у с. Ярдимли Ленкоранського повіту Бакинської губернії проживали 377 осіб, переважно татари (тобто азербайджанці). «Кавказький календар» на 1915 рік показує в Ярдимли 145 осіб, також «татар» (азербайджанців).
За переписом 1979 року в Ярдимли проживало 3114 осіб, а за переписом 1989 року — 3438 осіб. Станом на 2010 рік населення міста становить 6700 осіб.
Крім килимарства, тут розвинені такі галузі, як вирощування зерна, виноградарство тощо.
Середня тривалість життя — 80-90 років.